# 洋货市场
39°01′36″N 117°39′02″E / 39.02677°N 117.65066°E洋货市场是天津市滨海新区的一家大型专门进行进口货交易的市场，始建于1991年，面积1.6万平方米，固定摊位2000余个。2001年，洋货市场重建整修，建成后成为拥有金洋商厦、南洋商城、世纪商厦的现代商业区。

## 交通
- 津滨轻轨塘沽站

## 链接
1. ↑  塘沽洋货市场[永久]